# Raeville
Raeville és una població dels Estats Units a l'estat de Nebraska. Segons el cens del 2000 tenia 26 habitants.

## Demografia
Segons el cens del 2000, Raeville tenia 26 habitants, 12 habitatges, i 6 famílies. La densitat de població era de 198,7 habitants per km².
Dels 12 habitatges en un 25% hi vivien nens de menys de 18 anys, en un 50% hi vivien parelles casades, en un 0% dones solteres, i en un 50% no eren unitats familiars. En el 41,7% dels habitatges hi vivien persones soles el 25% de les quals corresponia a persones de 65 anys o més que vivien soles. El nombre mitjà de persones vivint en cada habitatge era d'1,89 i el nombre mitjà de persones que vivien en cada família era de 2,33.
Per edats la població es repartia de la següent manera: un 23,1% tenia menys de 18 anys, un 0% entre 18 i 24, un 34,6% entre 25 i 44, un 23,1% de 45 a 60 i un 19,2% 65 anys o més.
L'edat mediana era de 52,5 anys. Per cada 100 dones de 18 o més anys hi havia 100 homes.
Cap de les famílies estaven per davall del llindar de pobresa.